# You Only Live Once (sang)
 For alternative betydninger, se You Only Live Once. (Se også artikler, som begynder med You Only Live Once)
You Only Live Once er andensinglen på det amerikanske band The Strokes' tredje album First Impressions of Earth, udsendt i marts 2005.